# 哈卡里利亚
哈卡里利亚（西班牙語：Jacarilla），是西班牙巴伦西亚自治区阿利坎特省的一个市镇。总面积12km2，总人口1644人（2001年），人口密度137人/km2。